# Joyce Piliso-Seroke
Joyce Piliso-Seroke   (sinh năm 1933) là một nhà giáo dục, nhà hoạt động, nhà nữ quyền và nhà tổ chức cộng đồng người Nam Phi. Một cựu phó chủ tịch của YWCA thế giới, cô đã đi du lịch quốc tế để nói về những ảnh hưởng của apartheid, vượt qua tù đày và cố gắng kiểm duyệt để theo đuổi công lý và bình đẳng giới tính. Cô là thành viên của Huân chương Baobab bằng vàng của Nam Phi, và được bổ nhiệm làm chủ tịch đầu tiên của Ủy ban về Bình đẳng giới Nam Phi.

## Tuổi thơ và giáo dục ban đầu
Piliso-Seroke sinh ngày 11 tháng 7 năm 1933 tại Crown Mines, Johannesburg, Transvaal (nay là Gauteng). Cha cô là một người giám sát mỏ và mẹ cô là một giáo viên tiểu học, và trong nhiều năm, mẹ của Piliso-Seroke cũng là giáo viên của cô ở trường. Cô gặp phải nạn phân biệt chủng tộc khi còn trẻ: khi đi mua sắm cùng gia đình ở Mayfair, các chủ cửa hàng Afrikaner da trắng sẽ gọi mẹ là "cô bé". Hơn một lần, khi Piliso-Seroke đi bộ về nhà với túi sữa, những cậu bé da trắng địa phương sẽ xua chó của mình đuổi cô, cười khi cô chạy đi.
Cô tốt nghiệp trường trung học Kilnerton ở Pretoria. Piliso-Seroke học tại Đại học Bản địa Nam Phi tại Fort Hare tiếp theo, lấy bằng Cao đẳng Giáo dục Đại học  năm 1956. Tại trường nam chủ yếu là Fort Hare, cô đã học cách tự lên tiếng trong các cuộc họp của Đoàn Thanh niên Quốc hội Châu Phi, nơi cô và các nữ sinh viên khác phải hỗ trợ nhau bằng lời nói để vượt qua những nỗ lực đe dọa của các học sinh nam.

## Sự nghiệp và công việc cộng đồng

### Trong thời gian apartheid
Sau khi tốt nghiệp, Piliso-Seroke làm giáo viên tại Học viện Wilberforce tại Evaton, nhưng đã bỏ việc và quyết định theo đuổi công việc xã hội thay thế. Với sự giúp đỡ tài chính từ Viện Quan hệ chủng tộc, cô đã tới Châu Âu và hoàn thành khóa học sau đại học về Chính sách và Quản trị xã hội ở Swansea, South Wales.
Trở về Nam Phi, Piliso-Seroke đã làm việc với Hiệp hội Kitô giáo Phụ nữ Trẻ (YWCA) tại Natal (nay là KwaZulu-Natal). Công việc này nhanh chóng khiến Piliso-Seroke phát triển kỹ năng của mình như một nhà tổ chức cộng đồng, dạy cho phụ nữ trở nên tích cực trong các cuộc thảo luận chính trị. Mặc dù YWCA cung cấp nhiều chương trình dành cho phụ nữ, nhưng tổ chức này đã bị cản trở bởi Bộ luật Bantu năm 1891, khiến nhiều phụ nữ châu Phi ở vị trí hợp pháp của trẻ vị thành niên, do người thân của nam giới kiểm soát. Nhân viên YWCA đã bắt đầu một bản kiến nghị ủng hộ bãi bỏ luật, nhưng điều này không thành công. Sau đó, họ đã phát triển Chương trình trao quyền cho phụ nữ để dạy phụ nữ cách bảo vệ tài sản cá nhân thông qua việc tạo ra các di chúc đơn giản.